# Yūsaku Toyoshima
Yūsaku Toyoshima (jap. 豊嶋邑作 Toyoshima Yūsaku; ur. 6 lipca 1991 w Prefektura Ibaraki) – japoński piłkarz występujący na pozycji pomocnika.

## Kariera piłkarska
Od 2011 roku występował w klubach Visé, Zarea Bielce, Jūrmala, Lovćen, Berane, Grulla Morioka i Tochigi Uva FC.